# 3547 Serov
A 3547 Serov (ideiglenes jelöléssel 1978 TM6) a Naprendszer kisbolygóövében található aszteroida. Ljudmila Vasziljevna Zsuravljova fedezte fel 1978. október 2-án.